# Zhou Xuan
Zhou Xuan (xinès tradicional: 周旋, pinyin: Zhōu Xuán), nascuda Su Pu (xinès tradicional: 蘇璞, xinès simplificat: 苏璞, pinyin: Sū pú; Changzhou, Jiangsu, 1 d'agost de 1918 - Xangai, 22 de setembre de 1957) va ser una popular cantant i actriu de cinema xinesa. En la dècada dels 1940, s'havia convertit en una de les set estrelles de la cançó xinesa. Ella probablement en va ser la més coneguda, amb el sobrenom de la Veu Daurada i amb una carrera activa fins al 1953. Va gravar més de 200 cançons i va aparèixer en més de 40 pel·lícules.

## Biografia
Zhou va néixer com a Su1 Pú (苏 璞), però va ser separada dels seus pares legítims a una edat primerenca i criada per pares adoptius. Es va passar tota la seva vida buscant als seus pares biològics, però no es va poder saber qui eren els pares fins després de la seva mort.
Segons una recerca posterior feta per la família, quan tenia tres anys un parent que era addicte a l'opi la va portar a una altra ciutat i la va vendre a una família de cognom Wang, que la va anomenar Wang Xiaohong. Després va ser adoptada per una família amb cognom Zhou, canviant el nom per Zhou Xiaohong.
A l'edat de 13 anys va prendre el nom artístic de Zhou Xuan, "Xuan" (璇) que significa jade preciós en xinès.

## Carrera

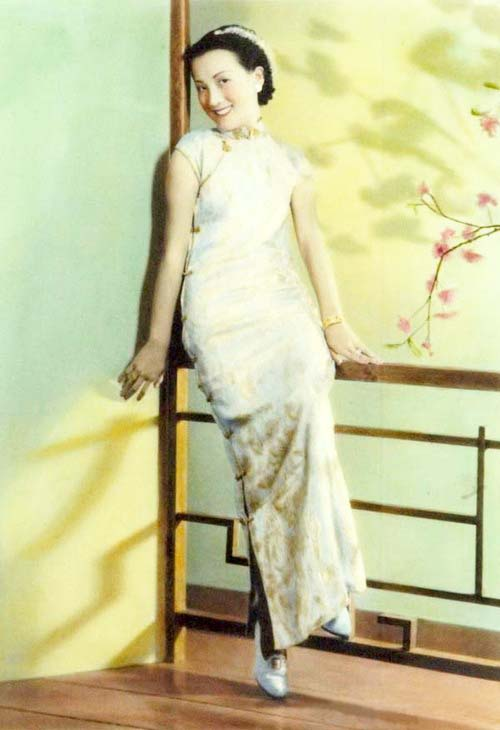
Una foto pintada a mà de Zhou a la dècada del 1930.

El 1932, Zhou va començar a actuar com a membre del Grup de Cançons i Ball la Llum Brillant de la Lluna (明月歌舞团) de Li Jinhui (黎锦晖). Als catorze anys va guanyar un concurs a Shanghai i va rebre el sobrenom de la Veu Daurada (金嗓子) per les incansables melodies agudes. Zhou va començar la seva carrera el 1935, contractada per la Shanghai Yihua Film Company, i el seu primer paper notori va ser el que va interpretar a The Children of China (风云 儿女) de Xu Xingzhi (许 幸 之) al costat de Wang Renmei (王 人 人). El 1936 va entrar a la Yihua Film Company.
Va assolir la fama el 1937 quan el director Yuan Muzhi 袁牧之 va escollir-la com una de les líders de les cantants a Street Angel (马路天使) pel paper de Xiaohong (小红). Aquesta pel·lícula va ser una de les primeres pel·lícules sonores de la Xina, destacada per la seva barreja de melodrama i comèdia que seguirà sent un model del gènere, sobretot pel seu ús innovador de la música, amb interludis musicals interpretats per Zhou Xuan. Aquesta pel·lícula contenia dues cançons temàtiques: Four Seasons Song (四季歌) i The Wandering Songstress, que van gaudir d'una popularitat duradora.
L'estiu de 1938, Zhou Xuan, que havia tornat d'una gira al sud-est asiàtic, es va unir al Jazz Choir de Xangai i va tocar i cantar a diverses emissores de ràdio de Xangai; després d'això, va signar un contracte amb la Shanghai Guohua Film Company.
Zhou ràpidament va convertir-se en la més famosa i la més cantant comercial en l'era del gramòfon fins a la seva mort, cantant moltes cançons famoses en les seves pròpies pel·lícules.
A principis dels anys quaranta, va interpretar especialment el paper de Hong Niang (红娘) a l'última pel·lícula dirigida per Zhang Shichuan (张石川), el 1940, The Story of the West Chamber (Xixiangji 西厢记), I l'adaptació de Dream in the Red Flag (Hongloung 红楼梦) produïda per Bu Wancang (卜万 苍) el 1944.
Entre el 1946 i el 1950 sovint va anar a Hong kong a fer pel·lícules com All-Consuming Love (長相思), de He Shaozhang (何兆璋), Night Inn (夜) de Huang Zuolin (黄作霖), Song of a Songstress (歌女 之 歌) de Fang Peilin (方沛霖), Hua wai liu ying (花外流鶯), Qinggong mishi (清宮秘史) i Rainbow Song (彩虹曲). Després de presentar Shanghai Nights (夜上海) i Flower Street (花街) de Yueh Feng (岳 枫).
El setembre de 1943, sota la reiterada invitació de Bu Wancang, Zhou, va incorporar-se China Film United Co., Ltd. i va protagonitzar la pel·lícula The Fisher Girl, on va interpretar a la pescadora Zhou Qiongzhu.
No obstant la pel·lícula més coneguda d'aquest període prolífic del cinema de Hong Kong de la qual es parla poc és The Secret History of the Qing Court (清宫秘史) dirigida per Zhu Shilin (朱石麟) i estrenada a Hong Kong el desembre de 1948, on Zhou Xuan fa un paper inusual per a ella, un dels pocs on no canta: el final tràgic de la tercera esposa de l'emperador Guangxu.
El 1949, va protagonitzar el llargmetratge de comèdia Rainbow Song, que també va ser el primer llargmetratge en color rodat per Zhou Xuan.
El 1949 Zhou va tornar a Shanghai. L'abril de 1951, Zhou Xuan es va protagonitzar el paper de l'heroïna de la pel·lícula "Dove of Peace" per invitació de Daguangming Pictures, però va ser ingressada al Sanatori Hongqiao de Xangai a causa d'una malaltia mental sobtada durant el rodatge.
Va passar els anys següents entrant i sortint de centres de salut mental a causa de diverses crisis de depressió. Al llarg dels temps, Zhou va portar una vida complicada i infeliç marcada pels matrimonis fracassats, fills il·legítims i intents de suïcidi.. Cal dir que cap de les pel·lícules que hi roda després passarà a la història.
El primer marit de Zhou va ser el compositor Yan Hua (严华, 1912-1992), qui va escriure i sovint interpretar cançons amb ella.
Havent fet més de 43 pel·lícules, la seva preferida va ser Street Angel 马路天使, de l'any 1937, dirigida per Yuan Muzhi. Aquest pel·lícula contenia dos cançons temàtiques: Four Seasons Song (四季歌) i The Wandering Songstress, que van gaudir d'una popularitat durant força temps. Entre les cançons ben conegudes de Zhou Xuan hi ha When We Return, Shangai Nights (títol de la cançó de la pel·lícula del mateix nom), Yellow Leaves Dancing in Autumn Wind (黄叶舞秋风), Forever Smile (永远的微笑), Hundred Flowers Song (百花歌)，Alert (叮咛), Where Can the Soul Mate be Found (知音何处寻), i Picking Betal Nuts (采槟榔).

## Vida personal
A la tardor de 1936, Zhou Xuan i el compositor Yan Hua es van comprometre oficialment. El 10 de juliol de 1938, Zhou Xuan i Yan Hua van celebrar el seu casament al Spring Garden Hotel de Pequín. El matrimoni de Zhou Xuan i Yan Hua només va durar tres anys perquè ambdues parts sospitaven, a causa dels rumors, que l'altra tenia una aventura. Després de diverses baralles, Zhou Xuan fins i tot va fugir de casa. El 1941, Zhou Xuan i Yan Hua es van divorciar.
Després de divorciar-se de Yan Hua, Zhou Xuan no es va tornar a casar mai més. La segona relació pública de Zhou Xuan va ser amb Shi Hui, però aviat es van separar. La tercera relació pública va ser la convivència amb el comerciant de seda Zhu Huaide. Hi ha una dita que diu que Zhu Huaide va enganyar a Zhou Xuan amb paraules dolces i la va enganyar dels seus sentiments i part de la seva propietat. El 1950, després que Zhou Xuan tornés a Xangai amb el seu embaràs, va publicar una declaració al diari, trencant amb Zhu Huaide; a finals d'any, va néixer el fill gran de Zhou Xuan, Zhou Min. El quart amant públic de Zhou Xuan va ser Tang Di, que va treballar com a artista. El maig de 1952, Zhou Xuan estava a punt de casar-se amb el professor d'art Tang Di, però Tang Di va ser condemnat a tres anys de presó pel Tribunal Popular del Districte de Jing'an per càrrecs de frau i seducció; el mateix any, va néixer el segon fill de Zhou Xuan, Zhou Wei.

## La seva mort
El 1957, va morir a Shanghai en un manicomi als 37 anys. Una possible causa de mort pot ser l'encefalitis després d'una crisi nerviosa. El diari de Zhou va concloure que patia de cerebritis.
A Zhou Xuan li van sobreviure dos fills, Zhou Min i Zhou Wei, nascuts de pares diferents. Es creia que Zhou Min era el fill de l'empresari Zhu Huaide, que va marxar a Xangai el 1950 després que Zhou Xuan li confiés els seus estalvis i no tornés mai més; Zhou Min va néixer el mateix any. Segons la biografia del seu fill gran Zhou Min, el seu fill petit, Zhou Wei, era fill del dissenyador d'art Tang Di (唐棣), mentre que el pare biològic del mateix Zhou Min no es va revelar mai.
Zhou Wei viu actualment a Toronto, on actua de vegades al metro de TTC i participa en diversos projectes musicals, fins i tot l'ensenyament. És flautista. Té dues filles, totes dues són flautistes. La gran, Zhou Xiaoxuan, és una pianista clàssica formada a la Universitat Concordia i ara viu a Pequín. La més jove, Amanda Zhou, és una pianista de música clàssica que es va graduar a la Universitat Concòrdia i actualment resideix a Pequín.

## El llegat cultural

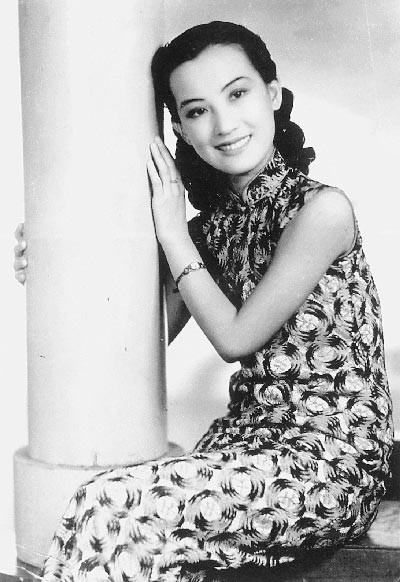
Zhou Xuan

Fins al dia d'avui, les cançons de Zhou Xuan segueixen sent un element bàsic a moltes col·leccions Golden Oldies de música popular mandarí.
Hi ha hagut dues biografies escrites pels membres de la família supervivents de Zhou Xuan. El llibre La meva mare Zhou Xuan (我的媽媽周璇) va ser escrit per Zhou Wei i la seva dona Chang Jing (常晶); mentre que un llibre posterior, Zhou Xuan Diary (周璇日記), va ser escrit per Zhou Min.
Una adaptació de la vida de Zhou Xuan ( Song Bird (1989)) es va produir a TVB, protagonitzada per Adia Chan com a Zhou Xuan i Leon Lai com el seu amant. En aquesta sèrie, les cançons de Xuan van ser reescrites en cantonès i cantades per Chan. Va cantar duets amb Lai al programa mentre estava sota Crown Records (娛樂唱片). Deric Wan va substituir la veu de Lai a l'àlbum de la banda sonora.
Una altra adaptació, basada en la biografia de Zhou Wei, és la sèrie xinesa titulada Zhou Xuan (周璇), protagonitzada per Cecilia Cheung. Aquesta versió de la història va ser acusada per Zhou Wei com una representació falsa de Zhou Xuan i perjudicial per a la reputació de la família Zhou.

## Filmografia
- (1935) 狂歡之夜
- (1937) 馬路天使
- (1940) 西廂記
- (1940) 孟麗君
- (1944) 红楼梦
- (1947) 夜店
- (1947) 長相思
- (1948) 清宮秘史
- (1948) 花外流鶯
- (1948) 歌女之歌
- (1949) 莫負青春
- (1950) 花街